# Adèle Hugo
Adèle Hugo   (París, 24 d'agost de 1830 - Suresnes, 21 d'abril de 1915) va ser una pianista i compositora francesa. Va ser el cinquè fill i segona filla d'Adèle Foucher i de l'escriptor Victor Hugo. Va ser l'única que va sobreviure al seu il·lustre pare, però el seu estat mental, deteriorat molt aviat, va fer que, a partir de 1872, passés molts anys en cases de salut.

## Biografia
Adèle Hugo va néixer un mes després de la Revolució francesa de Juliol de 1830 (coneguda a França com les Tres Glorioses, en referència a les tres jornades que va durar l'esdeveniment revolucionari), que va provocar la caiguda del rei Carles X de França i l'adveniment del rei Lluís Felip I de França. Adèle va néixer l'any que la seva mare va començar una relació amb Charles-Augustin Sainte-Beuve, que era el padrí d'Adèle. Alguns biògrafs, com ara Raymond Escholier, creuen llegir els dubtes d'Hugo sobre la seva paternitat en els versos següents:
(davant la cuna)

| « | Ma femme, votre mère, ô pauvre être innocent, Me trompait, je le sais, je pardonne, et j’espère ; J’ignore, ange endormi, si je suis votre père […] Traducció: La meva dona, la teva mare, oh pobre ésser innocent! Em vaig equivocar, ho sé, perdono i espero; No sé, àngel adormit, si sóc el teu pare [...] | » |

Altres autors ho veuen com una simple hipòtesi, però no pas com una prova.
Adèle va ser una bonia noia jove, sensible i que gaudia d'un talent notable com a pianista i com a compositora.
El 4 de setembre de 1843, a 13 anys, va patir tota la força del terrible xoc provocat per l'ofegament accidental de quatre membres de la seva família, inclosa la seva germana Léopoldine. L'accident va tenir lloc durant un viatge en barca pel Sena, a Villequier, i en l'absència de Victor Hugo, de viatge per Espanya, que va conèixer la tràgica notícia llegint un diari local de Rochefort-sur-Mer.
El 1852, va seguir el seu pare a l'exili a Jersey, després a l'illa de Guernesey, i va escriure el diari familiar. Va contribuir, com la seva mare, a la promoció del seu pare. Incapaç de fer front a la vida a l'exili i perseguida per la mort de la seva germana, Adèle va caure en una depressió. Mostrant els primers signes de trastorns psicològics (somatització, ruptures nervioses, deliri, febres altes, gastroenteritis repetides), va ser repatriada a França l'any 1858, per rebre tractament. Abans d'això, a Jersey el 1854, havia conegut el tinent britànic Albert Pinson, que freqüentava la seva família participant en les taules giratòries (espiritisme). Adèle es va enamorar d'ell, però aquest amor no va ser correspost. Ella, considerant-se la promesa de Pinson, va rebutjar les propostes de matrimoni dels seus altres pretendents. Va fer creure a la seva família que aniria a Malta, però va creuar l'Atlàntic amb l'esperança de trobar l'oficial a Halifax, Canadà, on ell estava destinat des de 1861, després d'haver estat estacionat anteriorment a Bedfordshire. El comportament d'Adèle es va tornar obsessiu, assetjant el tinent, que la rebutjà però aconseguint treure-li diners regularment.
Durant molt de temps va declarar als seus pares la imminència del casament per correu. La seva família li va suplicar que tornés a França, a causa de la mala salut de la seva mare, però ella va decidir quedar-se a Halifax. El setembre de 1863 va escriure als seus pares que finalment s'havia casat amb el tinent Pinson i el seu pare va anunciar la notícia a la Guernesey Gazette. Unes setmanes després, obligada a revelar l'engany, s'enfonsà definitivament en la bogeria. La seva mare, Adèle Foucher, va morir d'un ictus cerebral el 1868.

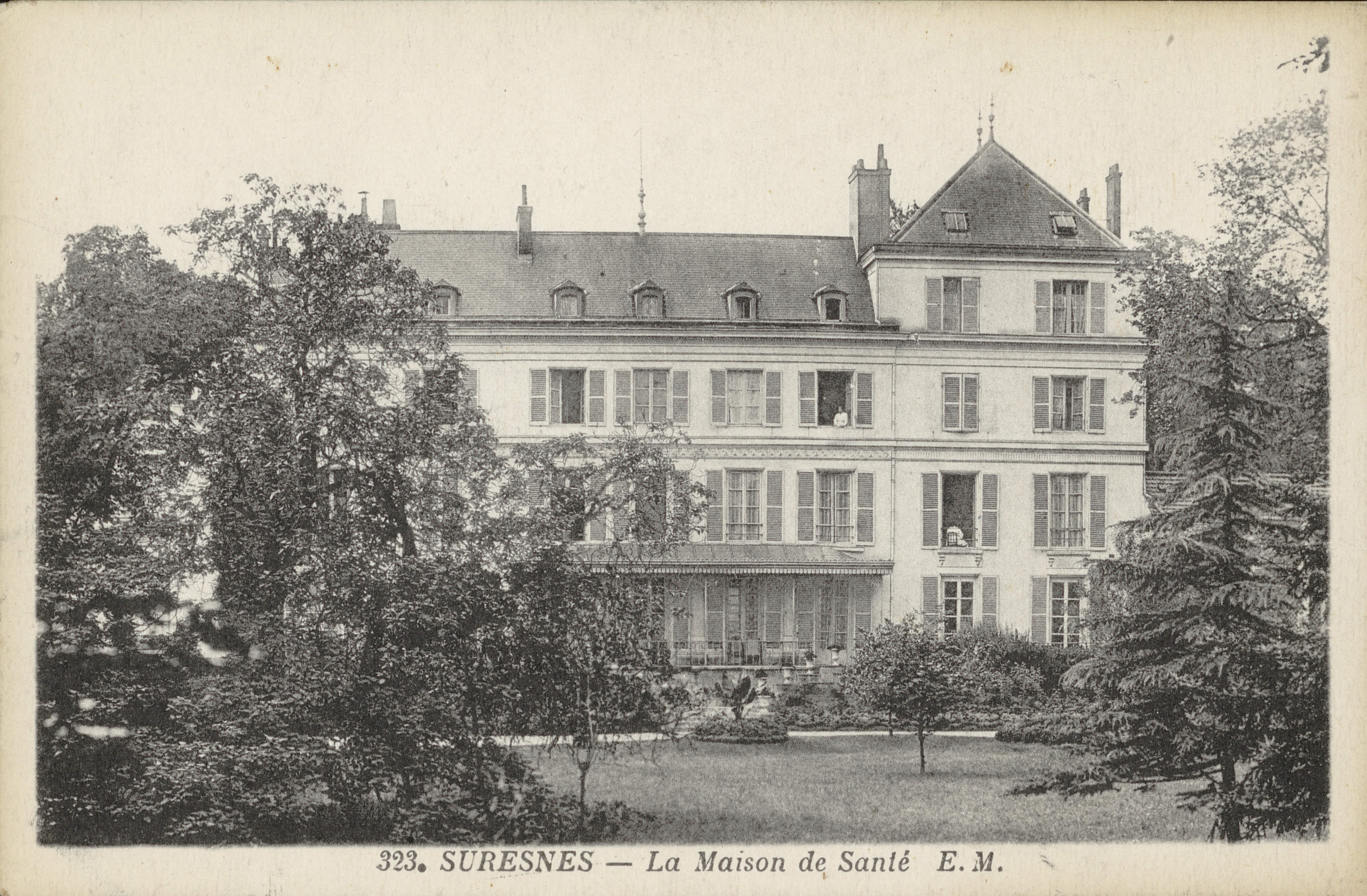
La fundació Magnan a Suresnes.

Durant una estada a Barbados, on va seguir el tinent, Adèle es va fer dir "Madame Pinson". Albert Pinson va abandonar el Carib el 1869. Adèle va tornar a França el 1872. Victor Hugo la va fer ser atesa pel doctor Léon-Émile Allix, un eminent pediatre amic de la família, abans de fer-la internar a la residència de salut de Madame Rivet (filla del psiquiatre Alexandre Brière de Boismont) a Saint-Mandé. Va ser tractada pel doctor Auguste Axenfeld.
Adèle va reprendre llavors el seu diari, en llenguatge codificat, i va tornar a tocar el piano. Després de la mort del seu pare el 1885, va ser internada a l'hospital fundacional creat per Valentin Magnan a Suresnes, en un antic castell, un edifici enderrocat anys més tard. Va morir en aquella residència durant la Primera Guerra Mundial. Descansa al cementiri de Villequier, al costat de la seva mare i la seva germana Léopoldine.
Adèle Hugo patia erotomania. Els símptomes de la malaltia mental que patia (al·lucinacions, mitomania, tendència bipolar, trastorn de la personalitat acompanyat de pèrdua de connexió amb la realitat) també estaven relacionats amb l'esquizofrènia.
El compositor Richard Dubugnon, havent trobat a la casa de Guernesey partitures que hauria escrit durant la seva estada a l'illa amb el seu pare, les va fer interpretar l'agost de 2023 per una orquestra, durant el festival de música clàssica de Berlioz.